# Parastrangalis testaceicornis
Parastrangalis testaceicornis là một loài bọ cánh cứng trong họ Cerambycidae.